# Eucereon guacolda
Eucereon guacolda là một loài bướm đêm thuộc phân họ Arctiinae, họ Erebidae.